# Thomas Vielhaber

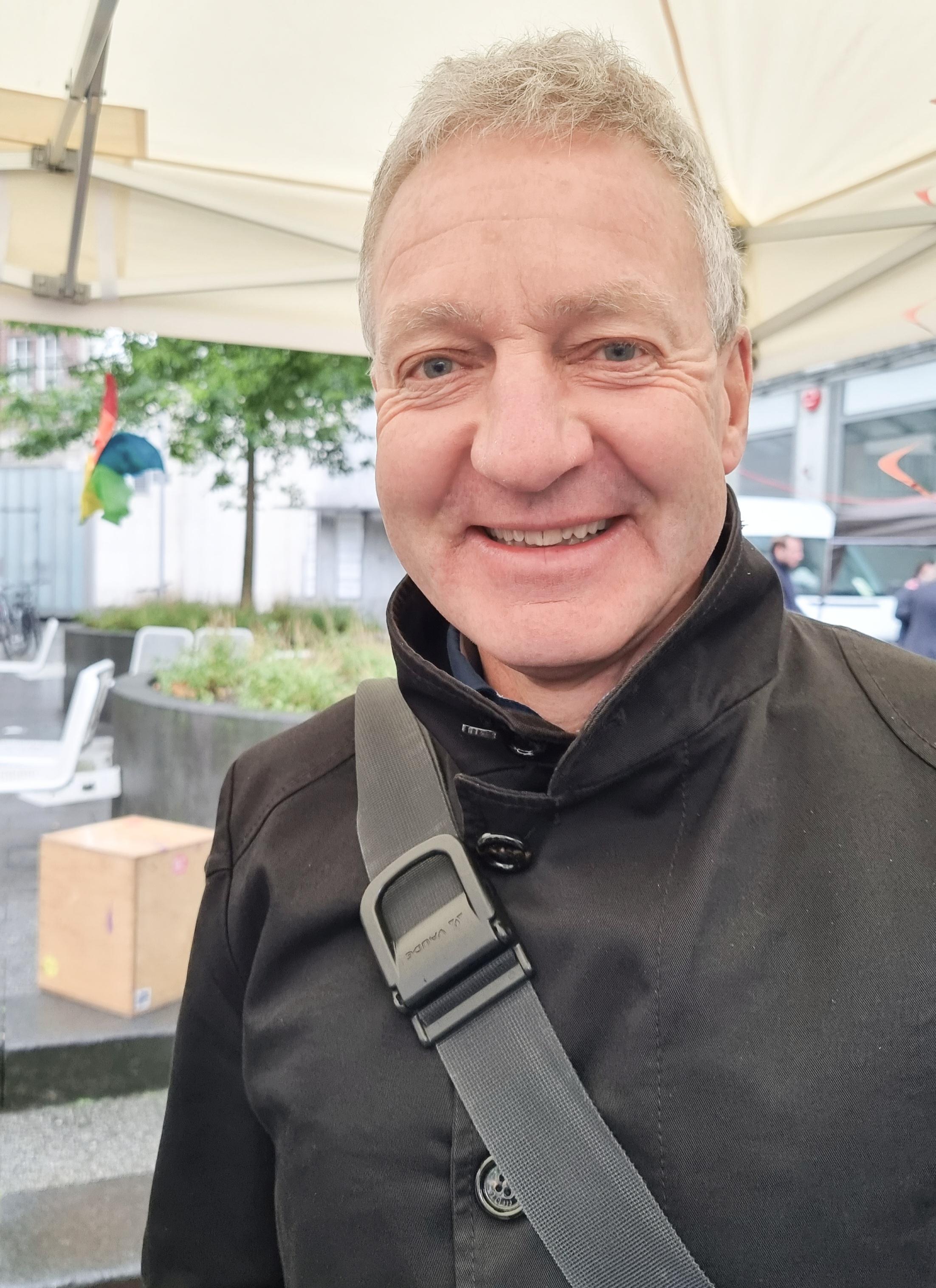
Thomas Vielhaber, 2022

Thomas Vielhaber (geboren 18. Juni 1961 in Winterberg)  ist ein deutscher Ingenieur, Stadtplaner und Stadtbaurat der Landeshauptstadt Hannover mit Sitz im Gebäude der Bauverwaltung Hannovers.

## Leben

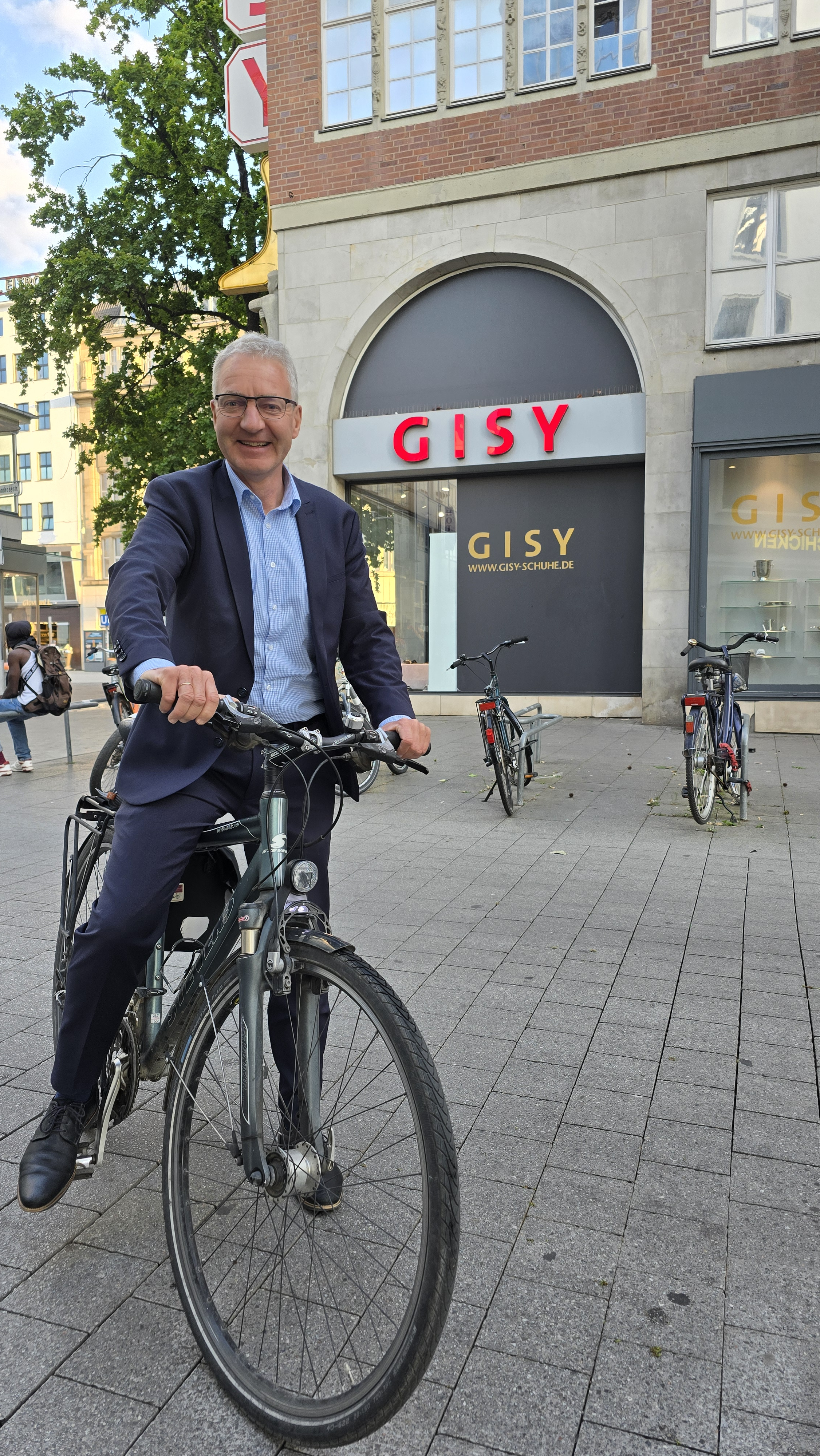
Stadtbaurat Vielhaber mit Fahrrad;
vor dem Schuhhaus Gisy in der Andreaestraße

Thomas Vielhaber legte 1980 sein Abitur ab und studierte von 1981 bis 1988 an der Fakultät für Raumplanung der Technischen Universität in Dortmund.
Ab 1989 arbeitete er im Kreisplanungsamt des Landratsamts Heilbronn, bevor er ab 1991 für rund drei Jahrzehnte in der Stadt Arnsberg tätig wurde. Dort übernahm er 1993 die Leitung des Sachgebiets „Stadtentwicklungsplanung“, 2004 die Leitung des Fachbereichs Planen, Bauen, Umwelt. Ab 2011 wirkte er als Arnsberger Planungsdezernent und Fachbereichsleiter, ab 2019 als Planungs- und Baudezernent.
Am 24. September 2020 wurde Thomas Vielhaber vom Rat der Landeshauptstadt Hannover zum Stadtbaurat gewählt, ein Amt, das er zum  1. November 2020 antrat. Seitdem leitet er das Dezernat für Stadtentwicklung und Bauen mit etwa 1250 Mitarbeitern.

## Mitgliedschaften
- Aufsichtsrat der hanova WOHNEN GmbH[1]
- Aufsichtsrat der hanova GEWERBE GmbH[1]
- Ausschuss für Bau und Verkehr des Deutschen Städtetages[1]
- Arbeitsgemeinschaft Denkmalpflege, Stadtentwicklung, Umwelt des Deutschen Nationalkomitees für Denkmalschutz[1]
- Deutschen Akademie für Städtebau und Landesplanung (DASL)[1]

## Schriften (Auswahl)
- mit Dirk Thiekötter (Bearb.): Standort- und Flächenanalyse Wohnbauflächen Vosswinkel (= Beiträge zur Stadtentwicklung, Band 1), hrsg. von der Stadt Arnsberg, Arnsberg, 1996; Digitalisat der Universitäts- und Landesbibliothek Münster
- Neugestaltung der Hauptstraße, in: An Möhne, Röhr und Ruhr, Band 37 (2006), S. 15–20
- Der Denkmalpflegeplan als Steuerungs- und Koordinierungsinstrument für die Weiterentwicklung des historischen Stadtquartiers „Strohdorf“, in: An Möhne, Röhr und Ruhr, Band 53 (2013), S. 17–23
- Architektur und regionale Identität – das „Arnsberger Modell Baukultur“ in Südwestfalen: ein Rück- und Ausblick, in: Baukultur in Arnsberg, Hrsg.: Katholische Akademie Schwerte ..., 1. Auflage, Arnsberg 2013, S. 68–75
- Ehemalige Bürgergärten und klassizistische Gartenhäuser in Arnsberg, in: Zukunftsfähige Regionalentwicklung in Südwestfalen, hrsg. von Christian Krajewski et al., Münster 2014; S. 120–122
- Die Ruhrrenaturierung in Arnsberg – ein Jahrhundertprojekt für die Stadt mit zahlreichen Synergien und Mehrwerten in vielen Bereichen. In: Zukunftsfähige Regionalentwicklung in Südwestfalen, hrsg. von Christian Krajewski et al, Münster 2014; S. 123–125
- Das Arnsberger Modell Baukultur in Südwestfalen, in: Große Dörfer – kleine Städte, Herausgeber: Doris Schmied, Wüstenrot Stiftung; 1. Auflage, Göttingen, 2018; S. 105–122